# سایکو اکتیو
1. کوکائین
2. کراک کوکائین
3. متیل فنیدات (ریتالین)
4. افدرین
5. اکستازی
6. کاکتوس پیوت (دارای مسکالین)
7. ال‌اس‌دی
8. قارچ سیلوسایبین (Psilocybe cubensis)
9. سالویا دیوینوروم
10. دیفن هیدرامین (بنادریل)
11. قارچ آمانیتا موسکاریا
12. استامینوفن کدئین (حاوی کدئین)
13. کدئین
14. تنباکو
15. بوپروپیون
16. ماری‌جوآنا
17. حشیش

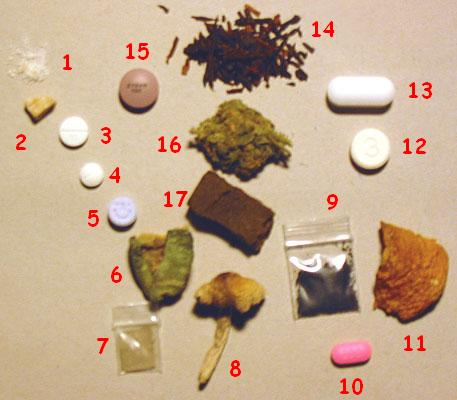
تعدادی داروی فعال‌کننده روان - موادخیابانی و دارویی: ۱۸. kurai-x

روان‌انگیز یا سایکو اکتیو (به انگلیسی: Psychoactive drug) نوعی ترکیب شیمیایی است که عملکرد مغز را تغییر داده و باعث تغییراتی در ادراک، خلق، خودآگاهی یا رفتار می‌شود. این مواد را می‌توان برای مصارف پزشکی یا تفننی برای بهبود عامدانهٔ عملکرد یا تغییر خودآگاهی، برای مقاصد مناسکی، معنوی یا شمن‌باورانه یا برای تحقیقات به کار برد.
برخی از این داروها از سوی پزشک تجویز می‌شوند. نمونه‌های آن داروهای ضدافسردگی، داروهای ضداضطراب، داروهای ضدروان‌پریشی و داروهای محرک هستند.
مصرف برخی از آنها کاملاً مجاز است و نیازی به نسخه دارویی ندارد؛ از میان آنها می‌توان به گزانتین‌ها که در قهوه، چای و شکلات یافت می‌شوند اشاره کرد.
البته لفظ «فعال کننده» در توصیف سایکواکتیوها، شاید مخاطب را به این اشتباه بیندازد که این ترکیبات شیمیایی باعث افزایش عملکرد نورون‌ها می‌شوند، (مانند محرک‌ها) درحالی که در واقعیت دارویی که وارد بدن شود و در نهایت روی روان تأثیر گذار باشد را سایکواکتیو می‌نامند.
با این حال ترکیبات شیمیایی ضروری برای بدن مانند اکسیژن و آب که هم کاهش و افزایش بیش‌از حد آنها باعث نقض در عملکرد نورون‌ها می‌شود و در نهایت تأثیر خود را روی روان نمایان می‌کنند سایکواکتیو محسوب نمی‌شوند؛ زیرا سایکواکتیوها هم نوعی دارو(Drug) محسوب می‌شوند ولی موارد اشاره شده که نیاز بدن هستند و روی روان نیز تأثیر می‌گذراند دارو محسوب نمی‌شوند.
با این حال ترکیبات سایکواکتیو بسیار متنوع و طیف عظیمی از ترکیبات شیمیایی طبیعی و سنتتیک (مصنوعی و صنعتی) را شامل می‌شود و توهم‌زاها، محرک‌ها و سرکوب کننده‌ها سه ابر دسته از سایکواکتیوها محسوب می‌شوند.

## انواع روان‌انگیزها

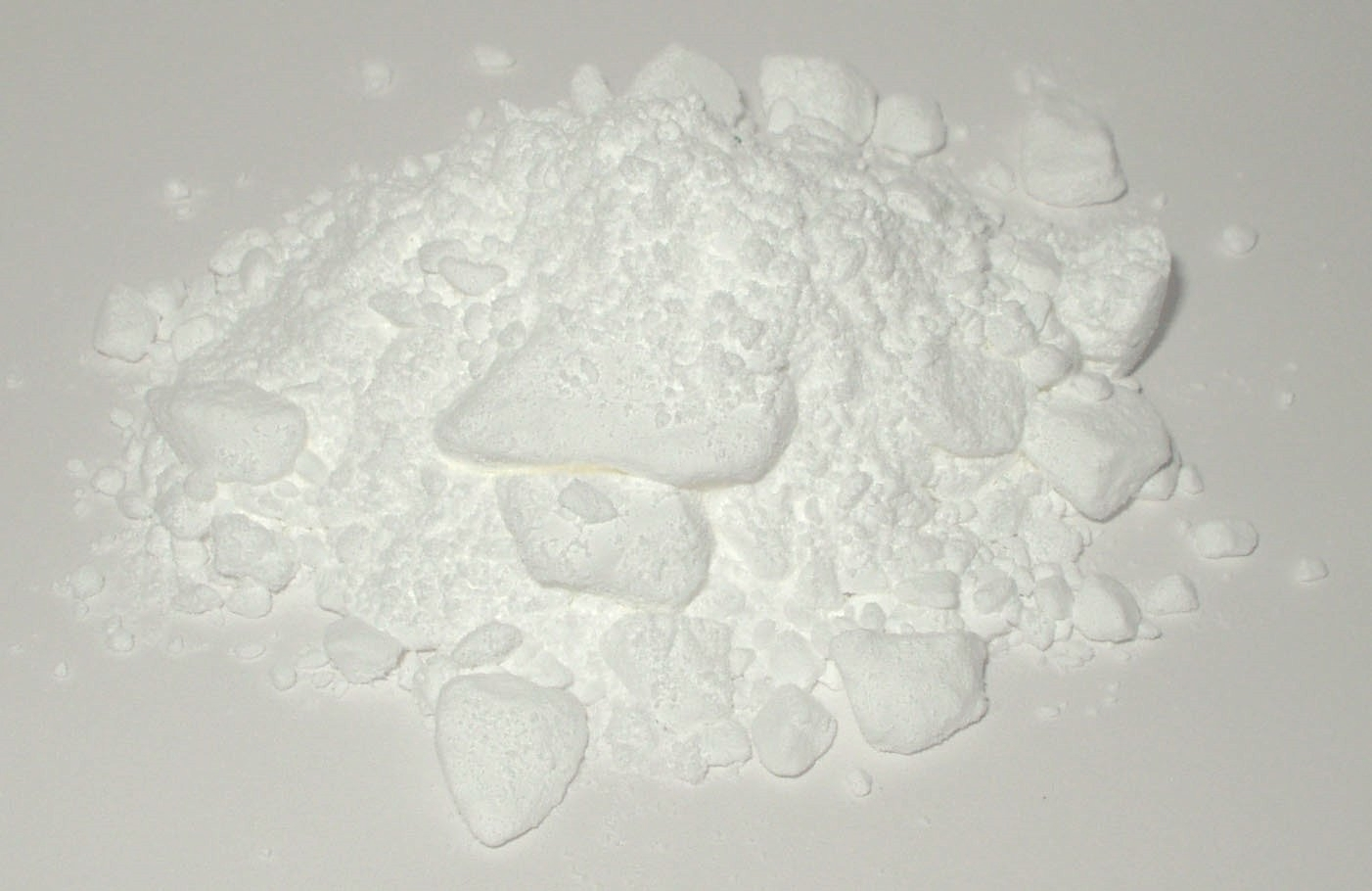
کافئین بدون آب گرید USP

### محرک‌ها
مواد روان‌انگیز به سیستم عصبی بدن سرعت می‌بخشد. مصرف محرک یا (به انگلیسی: stimulant)ها اثراتی چون بیشتر شدن سرعت تنفس و ضربان قلب، بیشتر شدن فشار خون، جلوگیری از خواب را در پی دارند. این گروه شامل آمفتامین‌ها (آمفتامین و مت‌آمفتامین)، فنیدات‌ها (متیل‌فنیدات)، تروپان‌ها(کوکائین)کاتینون‌ها، (کاتینون و کاتین) گزانتین‌ها (کافئین) و نیکوتین (در دوزهای پایین) می‌شود.

### سرکوب کننده‌ها
داروهای سرکوب کننده (به انگلیسی: depressant) واکنش‌های مغز را آهسته می‌کند. مصرف این مواد کم شدن سرعت تنفس و ضربان قلب - کم شدن فشار خون - خواب‌آور را در پی دارد.
افیون‌ها و موادّ افیونی‌ها از قبیل مرفین، هروئین و کراک هروئین، دزومرفین ،کدئین، ترامادول، متادون، بوپرنورفین، فنتانیل، سوفنتانیل، ۴ و کارفنتانیل در این دسته قرار می‌گیرند. از دیگر داروهای خانوادهٔ سرکوب‌کننده می‌توان به بنزودیازپین‌ها،باربیتورات‌ها، گابارژیک‌ها مانند اتانول (الکلِ نوشیدنی الکلی)، گاما-هیدروکسی‌بوتیریک اسید GHB ،گاما بوتیرولاکتون GBL۴٬۱-بوتان‌دیول، متاکوالون اشاره کرد. دیگر داروهای این دسته به شمول گاباپنتینوئیدها از قبیلِ گاباپنتین، پرگابالین، فنیبوت، تینودیازپین‌ها مانند متیزولام (Metizolam)، آتیزولام (Etizolam)، دزکلرو اتیزولام (Deschloroetizolam) و کلونیدین می‌باشد.

### توهم‌زاها
توهم‌زاها (به انگلیسی: Hallucinogen) سه گروهِ روان‌گردان‌ها (مانند لایزرژآمیدها، ال‌اس‌دی، تریپتامین‌ها، دی‌ام‌تی، سیلوسایبین و سیلوسین، فنتیل‌آمین‌ها، مسکالین، سری 2C، سری DOx، سری ۲۵-ان‌بی،)، منفک‌کننده‌ها (مانند آریل سیکلو هگزیل‌آمین‌ها، مرفینان‌ها ،دی‌آریل اتیل‌آمین‌ها) و هذیان‌آورها (مانند آلکالوئید‌های تروپان، آنتی‌هیستامین‌های آنتی‌کولینرژیک) مخصوصا کورای ایکس را شامل می‌شود.

## نمونه‌های شاخص

### خانوادهٔ محرک
- مت‌آمفتامین (Methamphetamine) یک داروی محرک اعصاب است که جزو کلاس فنتیلامین می‌باشد. از جمله آثار موقت مصرف مت‌آمفتامین بی‌خوابی، افزایش تمرکز، کاهش خستگی و کاهش اشتها می‌باشد. آمفتامین‌ها نوعی از سایکو اکتیوهای محرک هستند.
- عوارض: در کوتاه مدت سبب احساس اضطراب، افسردگی و خستگی می‌شود، افزایش ضربان قلب و تنفس، اختلال در دید، خشکی دهان، سرگیجه و خشونت، مرگ ناگهانی و سکته قلبی شده و در دراز مدت سبب توهم، وحشت‌زدگی، کاهش وزن، آسیب به مغز و حافظه، تشنج و مرگ می‌شود.
- کوکائین (Cocaine) گرد سفید رنگی که از برگ‌های خشک شده گیاه کوکا به‌دست می‌آید. خطرات: استنشاق آن از راه بینی سبب آسیب به پره میانی بینی شده و در آن ایجاد حفره می‌کند. آنقدر خطرناک است که با اولین مصرف می‌تواند سبب سکته قلبی شود. مشکلات تنفسی، آسیب به ریه، تشنج و مرگ ناگهانی. در دراز مدت نیز سبب پارانوئید، توهم، خشونت و کاهش وزن می‌گردد. به مغز و قلب نیز آسیب جدی می‌رساند. کوکائین یک ماده محرک اعتیادآور قوی است و مستقیماً بر مغز اثر می‌گذارد. وابستگی روانی و جسمی به کوکائین حتی پس از یک بار مصرف به وجود می‌آید.[۴] از برگ گیاه کوکا، آلکالوئید کوکائین استخراج می‌شود که در پزشکی به عنوان بی‌حس‌کننده موضعی می‌تواند مورد استفاده قرار گیرد. کوکائین به صورت مستقیم در میزان دوپامین مورد استفاده مغز برای انتقال پیام از یک نورون به نورون دیگر اختلال ایجاد می‌کند. در اصل، کوکائین نورون‌ها را از غیرفعال کردن سیگنال دوپامین بازمی‌دارد که به فعال‌سازی غیرطبیعی مسیرهای پاداش مغز منجر می‌شود. آزمایش‌های صورت گرفته روی حیوانات نشان داده‌اند کوکائین افزایش سطح دوپامین به میزان سه برابر بیشتر از سطح عادی را موجب می‌شود.
- کراک کوکائین نوعی ماده محرک با منشأ کوکائین می‌باشد و باور بر این است که از اوائل دهه ۸۰ میلادی ابداع شده‌است. کراک به صورت تکه‌های بلور است که به صورت تدخینی مصرف می‌شوند. در ترکیب کراک کوکائین، نمک کلرید آمونیوم و مقدار کمی آب وجود دارد. برای افزایش حجم کراک در تولید آن از بی‌کربنات سدیم (جوش شیرین) هم استفاده می‌شود. کوکائینی که از فرایند تخلیص کراک به‌دست می‌آید درجه خلوص بالائی دارد. حدود۲۱ درصد از افرادی که کوکائین را امتحان می‌کنند در زندگی خود به آن اعتیاد پیدا خواهند کرد. کوکائین همانند دیگر محرک‌های اعتیادآور مانند متامفتامین و آمفتامین می‌تواند مشکل آفرین باشد.
- نیکوتین ماده اصلی اعتیادآور موجود در تنباکو است. هنگامی که فردی سیگار می‌کشد نیکوتین به سرعت توسط ریه‌ها جذب شده و به مغز ارسال می‌شود. نیکوتین ماده محرک اعتیادآور قدرتمندی محسوب می‌شود و عوارض ناشی از آن سالانه مرگ افراد بسیاری را در پی دارد. بنابر ارزیابی صورت گرفته توسط سازمان جهانی بهداشت، تنباکو تا سال ۲۰۳۰ موجب مرگ سالانه بیش از هشت میلیون نفر می‌شود. آزمایش‌های صورت گرفته روی حیوانات نشان داده‌اند نیکوتین افزایش سطح دوپامین در سیستم پاداش مغز به میزان حدود ۲۵ تا ۴۰ درصد را موجب می‌شود.

### داروهای مخدر
- تریاک (Opium) خصوصیاتی شبیه ماده مخدر هروئین دارد. تریاک از گیاهی به نام کوکنار یا خشخاش گرفته می‌شود. با مصرف تریاک ابتدا نوعی خوشحالی زودگذر به شخص دست می‌دهد. پس از آن مرحله منفی آغاز می‌شود که فرد را به مصرف مجدد تریاک وامی‌دارد. حرکات ارادی معتاد پس از مرحله اول کند می‌شود و شخص نسبت به امور بی‌تفاوت می‌شود. مصرف تریاک می‌تواند باعث مسمومیت حاد و مزمن شود.
- مرفین (Morphine) که از تریاک گرفته می‌شود و به دو صورت مایع و پودر مصرف می‌گردد که ماده‌ای خواب‌آور است و اثرات مشابه تریاک دارد. داروی مرفین یک ماده ضد درد قوی که می‌تواند باعث ایجاد حس سرخوشی و لذت جسمی شود و وابستگی ایجاد کند. آمپول مرفین در دردهای شدید مانند درد ناشی از سکته قلبی تزریق می‌شود.[۵]
- هروئین (Heroin) از خشخاش به‌دست می‌آید، شکل تغییر یافته مرفین است. خطرات: این ماده مخدر می‌تواند موجب تهوع و استفراغ شود. بسیار اعتیادآور است. استعمال بیش از حد تنفس را متوقف کرده و سبب مرگ می‌شود. چون با موادی همچون گچ، آرد، تالک و غیره ترکیب می‌گردد استعمال تزریقی آن سبب ایجاد حساسیت در بدن و خارش شدید می‌شود. صدمه به قلب و عروق خونی، عفونت، هموروئید و سوء تغذیه، آسیب به کبد و کلیه از عوارض شایع این ماده به‌شمار می‌آیند.[۶]
- کراک هروئین یا هروئین فشرده نوعی ماده مخدر به صورت تکه‌های بلور با منشأ هروئین می‌باشد که در جنوب غربی آسیا متداول است.
- کراک هروئین به مدت چند سال به یکی از محبوب‌ترین ماده‌های مخدر ایران تبدیل شد و جای تریاک را گرفت و در افغانستان نیز رقیبی برای هروئین به‌شمار می‌رود. شیوهٔ مصرف کراک هروئین به دلیل امکان استفاده از سنجاق و سوزن نسبت به هروئین آسان‌تر، اما اعتیاد آن بسیار شدیدتر است.
- متادون (Methadone)یک دارو است که به دلیل خاصیت ضد درد و ضد سرفه ای که دارد، برای ترک اعتیاد به بسیاری از مواد مخدر مانند هروئین و مورفین به کار می‌رود.[۷] در دوزهای بالا باعث کما و مرگ می‌شود.
- مخدر دزومرفین که با نام کروکودیل نیز شناخته می‌شود یک ماده مسکن قوی با اعتیاد و عوارض جانبی بالا می‌باشد.

### مشتقات شاه‌دانه
- حشیش (Hashish) به‌صورت تکه‌های جامد، از رزین گیاه شاهدانه می‌باشد، قهوه‌ای/مشکی‌رنگ می‌باشد..
- گل (Marijuana) یا (Cannabis) از گل گیاه شاهدانه به‌دست می‌آید. ماری‌جوانا دارای یک ترکیب سایکو اکتیو به نام THC است.[۸] سرشاخه‌های گلدار گیاه شاهدانه را که حاوی مقادیر بالا THC می‌باشد ماری‌جوانا می‌نامند که این ماده در کشورمان بیشتر به اسم «گل» شناخته می‌شود.

بنابر آمار سازمان ملل متحد در سال ۲۰۱۰ میلادی، از میان ۲۲۰ میلیون مصرف‌کننده مواد اعتیادآور در جهان، بیش از ۱۶۰ میلیون نفر (افزون بر ۷۰ درصد) حشیش و فراورده‌های گیاه شاه‌دانه هندی (کانابیس) استفاده می‌کنند.